# 1949 год в театре
1949 год в театре

## Яркие постановки
- В Московском драматическом театре им. А. С. Пушкина поставлен спектакль «Аленький цветочек» С. Т. Аксакова, премьера 31 декабря.

## Персоналии

### Родились
- 27 января — Надежда Михайловна Птушкина, советская и российская режиссёр театра и кино, сценарист, драматург.
- 1 февраля — Долгинин Михаил Андреевич Долгинин, советский и российский актёр театра и кино, театральный педагог, заслуженный артист России.
- 8 февраля — Ирина Вадимовна Муравьёва, актриса театра и кино, народная артистка России.
- 22 марта — Фанни Ардан, французская актриса.
- 2 апреля — Борис Григорьевич Плотников — советский и российский актёр театра и кино, народный артист России.
- 21 мая — Любовь Григорьевна Полищук — советская и российская актриса театра и кино, народная артистка СССР.
- 27 июня — Валерий Юрьевич Писарев, советский и российский актёр театра и кино.
- 28 июня — Александр Панкратов-Чёрный — советский и российский актёр и режиссёр.
- 20 сентября — Сабина Азема, французская актриса.
- 31 октября — Борис Владимирович Александров, советский и российский актёр театра, народный артист России (2002).
- 8 ноября — Лилия Яковлевна Амарфий — советская и российская актриса оперетты, певица, народная артистка РФ, солистка Московского театра оперетты
- 28 ноября — Александр Борисович Годунов, советский и американский артист балета и киноактёр; заслуженный артист РСФСР (1976).
- 11 декабря — Борис Васильевич Щербаков, советский и российский актёр театра и кино, народный артист России (1994).

### Скончались
- 6 января — Стоян Бычваров, народный артист Болгарии.
- 23 июня — Геза Абоньи, венгерский актёр театра и кино.
- 20 сентября — Алексей Николаевич Феона, российский и советский актёр и режиссёр театра и кино, заслуженный деятель искусств РСФСР (1940), народный артист Карельской АССР.
- 24 октября — Ярослав Александрович Галан, украинский советский писатель-антифашист, драматург, публицист.
- 27 октября — Борис Георгиевич Добронравов, советский актёр, народный артист СССР (1937).
- 3 декабря — Мария Успенская, российская и американская актриса театра и кино.
- 18 декабря — Сем Бенелли, итальянский драматург.